# Li Zhen (1914-1973)
Li Zhen (cinese: 李震; pinyin: Lǐ Zhèn; Gaocheng, dicembre 1914 – Pechino, 22 ottobre 1973) è stato un politico e generale cinese.

## Biografia
Li Zhen nacque a Gaocheng nel 1914 ed entrò nel Partito Comunista Cinese nel 1937. Fu un ufficiale minore dell'Esercito Popolare di Liberazione e nel 1955 gli fu conferito l'alto rango di Shao Jiang (maggior generale).
Nel 1972, dopo la morte di Xie Fuzhi, Li divenne ministro della pubblica sicurezza e venne eletto membro del Comitato centrale dal X Congresso nazionale del Partito Comunista Cinese (1973). Mantenne entrambi gli incarichi per pochi mesi, in quanto morì nell'ottobre dello stesso anno, a 59 anni.